# 大野旅客自動車
大野観光自動車株式会社 （おおのりょかくじどうしゃ）は、福井県大野市に本社を置くバス事業者である。

## 路線
運行開始は2004年で、越前大野駅を起点に4路線を運行していて、大野市一円をデマンド運行している。また、大野市営バスとまちなか循環バス（ゆう・ゆうバス）の一部路線の運行の委託を行っている。

## グループ会社
- グループ会社に大野観光自動車があり、福井県内から東京方面などのツアーバスの運行を積極的に行なっている。
  - 2013年の「新高速バス制度」施行後は、オー・ティー・ビーが運行する高速路線バス「オリオンバス」の受託運行を開始した。
    - 東京ディズニーランド・東京駅（鍛冶橋）・バスタ新宿 - 金沢駅金沢港口（西口）・福井駅東口

  - 2024年4月より、京福バスの一般路線バス46系統（勝山大野線：福井勝山総合病院 - 勝山高校入口 - 勝山駅前 - 奥越運転者教育センター前 - 奥越明成高校前 - 大野三番 - 越前大野駅 - 大野高校前 - ヴィオ）、44系統（勝山大野線：46系統のうち越前大野駅を含む一部停留所を不経由としたもの）、同年10月より58系統（大野線に新設の区間運転系統：済生会病院 - 美山駅 - 大野三番 - 越前大野駅 - 鍬掛 - ヴィオ）の運行を受託。いずれも京福バスの路線バス車両を使用し、ICOCAエリアとして交通系ICカード全国相互利用サービスを利用可能。
  - 2024年4月より、福井市運営の「美山地域バス」（コミュニティバス・スクールバス混乗）の運行を受託（市所有自家用マイクロバス使用）。